# Луций Анний Фабиан (консул-суффект 141 года)
Луций Анний Фабиан (лат. Lucius Annius Fabianus) — римский государственный деятель первой половины II века.
Фабиан, по всей видимости, происходил из Мавретании Цезарейской из рода Анниев. Его внуком, вероятно, был консул 201 года Луций Анний Фабиан. В период до 141 года Фабиан занимал должность наместника Дакии. В конце 141 года он находился на посту консула-суффекта.